# Aimar-Charles-Marie de Nicolaï
Aimar-Charles-Marie de Nicolaï (Parigi, 14 agosto 1747 – Parigi, 7 luglio 1794) è stato un magistrato francese.
Esponente dell'Ancien Régime, fu primo presidente della Chambre des comptes e fu eletto all'Académie française nel 1788.
All'Académie occupò il seggio numero 2 e nel discorso di insediamento dichiarò fedeltà a Luigi XIV. Per questo motivo fu condannato a morte come nemico del popolo e giustiziato con la ghigliottina nel 1794.
Si legge nel Moniteur (registro delle sentenze): « Nicolaï, convinto di essersi reso nemico del popolo cospirando contro la sua libertà e la sua sicurezza, provocando, con la rivolta delle prigioni l'assassinio e la dissoluzione della rappresentanza nazionale, ecc. è stato condannato a morte (19 messidoro). »
Massone, fu tra i visitatori all'inaugurazione della loggia parigina "La Candeur" il 22 ottobre 1775.
Aimard Charles Marie era il padre di Aymard-François de Nicolaï, ciambellano di Napoleone e di Aymard-Charles-Marie-Theodore, pari di Francia e marchese de Nicolay.